# Maria Irene Ramalho
Maria Irene Ramalho, também conhecida como Maria Irene Ramalho de Sousa Santos, é uma professora e investigadora portuguesa e foi a primeira doutorada na área da Americanística numa universidade portuguesa.
É professora jubilada de Inglês, Estudos Americanos e Estudos Feministas da Faculdade de Letras da Universidade de Coimbra. É investigadora principal do Centro de Estudos Sociais da Universidade de Coimbra e é Professora Auxiliar Internacional no Departamento de Literatura Comparativa da Universidade de Wisconsin-Madison, nos EUA. 
Em 2008, foi a primeira estrangeira a ser distinguida com o Prémio Mary C. Turpie pela American Studies Association (ASA) e em 2018, recebeu do primeiro-ministro português, António Costa, a Medalha de Mérito Científico, atribuída pelo Ministério da Ciência, Tecnologia e Ensino Superior.

## Percurso
Em 1964, Ramalho concluiu a sua licenciatura em Filologia Germânica na Universidade de Coimbra.
Em 1973 concluiu o doutoramento em Estudos Americanos na Universidade de Yale, New Haven, Connecticut, com a tese Poetry in Hesperia: Wallace Stevens and the Romantic Tradition, tendo sido bolseira do Programa Fulbright. 
Em 1986 fez as suas Provas de Agregação em Línguas, Literatura e Cultura Americanas na Universidade de Coimbra.
Até setembro de 2012 foi docente da Secção de Estudos Anglo-Americanos do Departamento de Línguas, Literaturas e Culturas da Faculdade de Letras da Universidade de Coimbra, foi coordenadora científica dos programas de doutoramento em Estudos Americanos e em Estudos Feministas, e é investigadora do Centro de Estudos Sociais (CES) da mesma universidade.
Em 1992, ano de comemoração da morte de Walt Whitman, participa na organização dos Encontros Internacionais de Poetas. Em qualidade de Presidente da Comissão Organizadora, Maria Irene Ramalho propôs a organização de uma Festa da Poesia em honra do poeta, embora uma festa com acentuadas preocupações académicas e educativas.
Na tentativa de reflectir e dar resposta às perguntas sobre o modernismo, Maria Irene Ramalho organiza em 2005 um colóquio internacional de dois na Faculdade de Letras da Universidade de Coimbra (FLUC).
A 18 de dezembro de 2019, Ramalho participou no encerramento do Ciclo de Conferências Internacionais - A Europa dos Escritores, com a palestra intitulada A Europa de Fernando Pessoa. Este ciclo de conferência foi organizado pela Câmara Municipal da Guarda, através da Biblioteca Municipal Eduardo Lourenço e da Comissão Executiva da Candidatura da Guarda a Capital Europeia da Cultura 2027, com coordenação científica de Jorge Augusto Maximino e o apoio do Centro de Literaturas e Culturas Lusófonas e Europeias da Faculdade de Letras da Universidade de Lisboa 
Para além de ser autora de vários livros, capítulos de livros e artigos, colabora também com jornais, tal como o Jornal de Letras.

## Obra
Livros
- 1992. A Hora do Poeta: O Hyperion de Keats na Mensagem de Pessoa, Coimbra: UC Biblioteca Geral[11]
- 2002. (em co-autoria com António Sousa Ribeiro) Entre ser e estar. Raízes, Percursos e Discursos da Identidade, Porto: Edições Afrontamento
- 2003, Atlantic Poets: Fernando Pessoa’s Turn in Anglo-American Modernism, University Press of new England
- 2003. Poetry in the Machine Age. In S. Bercovitch (Ed.), The Cambridge History of American Literature (The Cambridge History of American Literature). Cambridge: Cambridge University Press.[12]
- 2008. Poetas do Atlântico. Fernando Pessoa e o modernismo norte-americano, Porto: Edições Afrontamento; Belo Horizonte: Editora UfMg, 2008
- 2008. Cadernos de Literatura Comparada Nº 16 [Paisagens do Eu: Identidades em Devir], Porto: Edições Afrontamento

Capítulos em livros
- 1994. "Introduction: The Canon in Anglo-American Studies / Introdução: O cânone nos Estudos Anglo-Americanos". Org. Isabel Caldeira. O cânone nos Estudos Anglo-Americanos. Coimbra: Minerva, 10-28 / 11-29.
- 1999. American Studies as Traveling Culture: An Extravagant Nonnative’s Wanderings in Global Scholarship. Ed. Rob Kroes. Predecessors: Intellectual Lineages in American Studies. Amsterdam: Free University Press, 340-58.
- 2020."What's in a Name?' Utopia - Sociology - Poetry", in Boaventura de Sousa Santos and Maria Paula Meneses (org.), Epistemologies of the South. Knowledge Born in the Struggle. New York, NY: Routledge, 126-145
- 2019. "E o que era são?" Intersexualidades e vida vivível, in Paulo César Garcia e Emerson Inácio (org.),Interseccionalidades: Saberes e Sentidos do Corpo. Uberlândia, MG: O Sexo da Palavra, 77-93

Artigos em revistas científicas
- 1999. A ciência e as humanidades; as ciências e a humanidade; a teoria crítica e a poesia. Revista Crítica de Ciências Sociais 54, 129-136.
- 2009. Intervenção 1, e-cadernos CES [Online], 03 | 2009, posto online no dia 01 março 2009, URL:http://journals.openedition.org/eces/1187;                                  DOI: https://doi.org/10.4000/eces.1187
- 2017. The Private Is Public or Furbies Are Us, e-cadernos CES [Online], 27 | 2017, posto online no dia 15 junho 2017,                                                                      DOI: https://doi.org/10.4000/eces.2199
- 2019. Eukié: Maria Velho da Costa and the Absurd, Portuguese Studies, 35, 2, 216-227

## Reconhecimentos e Prémios
- Em 2008, Ramalho foi distinguida com o Prémio Mary C. Turpie pela American Studies Association (ASA), criado em 1993. Foi a primeira estrangeira a receber o mais importante prémio desta associação, o qual distingue professores e investigadores com excelente mérito científico no ensino e investigação dos estudos americanos e que tenham demonstrado capacidades e realizações notáveis no ensino, aconselhamento e desenvolvimento de programas de estudos americanos a nível local ou regional.[13][14]
- Em 2017, Isabel Caldeira, Graça Capinha e Jacinta Matos, docentes da Faculdade de Letras da Universidade de Coimbra, em homenagem à professora catedrática jubilada organizaram a publicação The Edge of One of Many Circles, que reúne artigos de especialistas de várias áreas e poemas de poetas de várias nacionalidades, bem como uma secção de testemunhos em honra de Irene Ramalho Santos.[1]
- Em Julho 2018, foi distinguida com a Medalha de Mérito Científico, atribuída pelo Ministério da Ciência, Tecnologia e Ensino Superior. A condecoração foi-lhe entregue pelo primeiro-ministro António Costa “pelos relevantes trabalhos nas diversas áreas em que está inserida”.[5][15]
- Em 2024, foi distinguida pela Universidade de Évora com o Prémio Vergílio Ferreira.[16]